# Alex Roelse
Alex Roelse, född 10 januari 1995 i Gorinchem i Nederländerna, är en amerikansk vattenpolospelare. Han ingick i USA:s herrlandslag i herrarnas turnering i vattenpolo vid olympiska sommarspelen 2016 där USA slutade på tionde plats.
Roelse studerade vid University of California, Los Angeles där han spelade för UCLA Bruins. Han ingick i det amerikanska laget som tog guld vid panamerikanska spelen 2015.